# Пасанг Дава Лама
Пасанг Дава Лама (на непалски: पासाङ दावा लामा) (* 1912 г.; † 15 септември 1982 в Дарджилинг) е алпинист, един от първите катерачи на Чо Ою, височинен носач, сердар (ръководител на шерпите в експедиция) и член на народа шерпи.
Пасанг Дауа Лама, който е най-видният шерп на XX век заедно с Тензинг Норгей, Анг Тарки и Гялзен Норбу, първоначално е трябвало да стане будистки лама, но той става носач на голяма надморска височина и алпинист. През 1937 г. изкачва високия 7314 м Чомолхари с англичанина Фреди Спенсър Чапман. Две години по-късно, на 19 юни 1939 г., той и Фриц Виснер почти достигат върха на К2, но поради наближаващата нощ Пасанг отказва да продължи.
През 1953 г. Пасанг, заедно с Херберт Тихи и двама други шерпи, пресича западен Непал за първи път, като прави първото изкачване на връх Пасанг в Патраси Химал и три 6000-метрови върха. На 1 юни 1954 г. той достига височина от 7900 m на Дхаулагири с аржентинска експедиция. На 19 октомври 1954 г. той успява още в първото си изкачване на високия 8188 m Чо Ою с Хърбърт Тихи и тиролеца Сеп Йохлер. Малко преди това Пасанг прави успеха на експедицията възможен, като преодолява надморска височина от 4800 м със снабдителен транспорт за два дни и половина. Той участва като Сирдар в успешната швейцарска хималайска експедиция през 1956 г. Като член на индийска експедиция Пасанг изкачва Чо Ою за втори път през 1958 г., а през 1959 г. участва в неуспешния опит за изкачване на Дхаулагири под ръководството на Фриц Моравец. Пасанг и Карл Прейн трябва да се върнат в базовия лагер на 27 май 1959 г., след няколко опита на височина от 7800 м поради буря.